# Найтвинг
Найтвинг (англ. Nightwing — ночное крыло, ночекрыл) — псевдоним нескольких персонажей и название серии комиксов издательства DC Comics.

## История публикаций

Супермен как Найтвинг и Джимми Олсен как Флеймбёрд

## Биография

### Кларк Кент
Когда Кларк Кент (более известный как Супермен) попадает вместе со своим другом Джимми Олсеном в Кандор — криптонианский город, который был уменьшен и таким образом спасён от разрушения при взрыве Криптона, он лишается своих сверхчеловеческих сил. Продолжая бороться с преступностью, уже в Кандоре, Кларк и Джим вдохновляются Бэтменом и Робином, супергероями, не имеющими суперсил. Но так как на Криптоне нет ни летучих мышей, ни малиновок, они взяли имена птиц своего друга Нор-Кана — Найтвинг (англ. Nightwing — ночекрыл) и Флеймбёрд (англ. Flamebird — огнептица). Они оборудуют Найтпещеру и Найтмобиль по аналогии с Бэтпещерой и Бэтмобилем.

### Ван-Зи
В Superman Family #183 (май / июнь 1977) троюродный брат Супермена — кандорец Ван-Зи и его зять Ак-Вар берут себе личности Найтвинга и Флеймбёрда.

### Дик Грейсон
В мультфильмах «Сын Бэтмена» и «Бэтмен против Робина» Дик Грейсон оставил Бэтмена и стал работать один под псевдонимом «Найтвинг».

## Вне комиксов
В других медиа единственным героем, который появлялся под псевдонимом Найтвинг, был Дик Грейсон (Исключая Injustice: Gods Among Us).

### Кино
В фильме «Бэтмен навсегда» Дик Грейсон (сыгран Крисом О’Доннеллом) упоминает псевдоним Найтвинга, выбирая имя для самого себя, однако в итоге выбирает псевдоним Робин. В следующем фильме франшизы, «Бэтмен и Робин», костюм Робина включает в себе элементы костюма Найтвинга.

### Телевидение
- В мультсериале «Новые приключения Бэтмена» Найтвинга озвучил Лорен Лестер.
- В мультсериале «Бэтмен будущего», действие которого происходит много позже событий, описываемых в комиксах, костюм Найтвинга всё ещё висит в Бэтпещере, а новый Бэтмен в одном из эпизодов заимствует его маску.
- Появляется в эпизоде «Grudge Match» мультсериала «Лига Справедливости без границ».
- В direct-to-video фильме 2010 года «Бэтмен: Под красным колпаком» Найтвинг — один из главных персонажей, его озвучил актёр Нил Патрик Харрис.
- Появляется в эпизоде «How Long Is Forever?» мультсериала «Юные Титаны», а также в неоконченой серии комиксов по мотивам сериала.
- В анимационном сериале 2004 года «Бэтмен» Найтвинга озвучил Джерри О’Коннел.
- Появляется в эпизоде «Sidekicks Assemble!» мультсериала «Бэтмен: отважный и смелый».
- В мультсериале «Молодая справедливость» является одним из главных персонажей.
- В мультфильме «Сын Бэтмена» Дик Грейсон является второстепенным персонажем, озвучен Шоном Махером[1].
- В мультфильмах «Безграничный Бэтмен: Животные инстинкты» и «Безграничный Бэтмен: Нашествие монстров» Найтвинг является одним из главных персонажей.
- В 2018 году вышел телесериал «Титаны». В данном сериале роль Дика Грейсона играет актёр Брентон Туэйтс. В финале 2-го сезона надевает обновленный костюм Найтвинга.
- В мультфильме «Бэтмен-ниндзя против лиги якудза[англ.]» (2025) Найтвинг/Дик Грейсон, бывший первый Робин, член семьи Бэтмена, является одним из второстепенных персонажей.

### В компьютерных играх
- В LEGO Batman не имеет отношения к сюжету, но доступен для покупки и последующей игры им.
- В LEGO Batman 2: DC Super Heroes озвучен Кэмом Кларком.
- В LEGO DC Super Villains Найтвинг является напарником Бэтгёрл. На одном из уровней они вместе пытаются противостоять злодеям, но терпят поражение, в результате чего злодеев останавливает Оулмэн.
- Batman: Arkham City — главный герой загружаемого дополнения к игре. Имеет два костюма: вариант из Batman: The Animated Series и новый оригинальный.
- DC Universe Online — в режиме «Легенда» является полностью игровым. Он также появляется как NPC в городе Бладхейвен.
- В Injustice: Gods Among Us — один из играбельных персонажей, Дик Грейсон, в параллельной вселенной — Демиан Уэйн, сын Брюса Уэйна (как альтернативный костюм). В режиме истории после победы над Кал-Элом во время продолжения справедливости по его вкусу, привлек внимание Корпус Синестро.
- В Batman: Arkham Knight является помощником Бэтмена. Найтвинг прибывает из Бладхейвена с целью помочь Бэтмену поймать Пингвина. Фигурирует в битвах в качестве напарника во время выполнения квеста с тайниками оружия Пингвина и в одном из квестов DLC «Season of Infamy: Most Wanted Expansion», в котором необходимо задержать Крока-Убийцу.
- В Young Justice: Legacy член команды Юной Лиги Справедливости. Доступен для игры практически во всех битвах вместе с двумя выбранными напарниками
- В Gotham Knights является игровым персонажем.

## Серия комиксов
С 1995 года DC начали издавать одноимённую серию комиксов о Найтвинге, которая выходила один раз в месяц. Многие выпуски входили в побочные сюжетные линии о Бэтмене, а сам сюжет тесно переплетался с ними. Помимо основных выпусков, был выпущен ряд коллекционных томов. Последний том закончился в феврале 2009 года, когда Дик Грейсон стал альтер эго Бэтмена.
| Название                             | Включенные материалы                                                                               | ISBN                                                  |
| Первый том                           | Первый том                                                                                         | Первый том                                            |
| ------------------------------------ | -------------------------------------------------------------------------------------------------- | ----------------------------------------------------- |
| Nightwing: Ties That Bind            | Nightwing: Alfred’s Return #1; Nightwing #1-4 (мини-серия)                                         | ISBN 978-1-56389-328-5                                |
| Второй том                           | |                                                       |
| Nightwing: A Knight in Blüdhaven     | Nightwing #1-8                                                                                     | ISBN 978-1-56389-425-1                                |
| Nightwing: Rough Justice             | Nightwing #9-18                                                                                    | ISBN 978-1-56389-523-4                                |
| Nightwing: Love and Bullets          | Nightwing #1/2, #19, #21-22, #24-29                                                                | ISBN 978-1-56389-613-2                                |
| Nightwing: A Darker Shade of Justice | Nightwing #30-39; Nightwing: Secret Files and Origins (уан-шот)                                    | ISBN 978-1-56389-703-0                                |
| Nightwing: The Hunt for Oracle       | Nightwing #41-46; Birds of Prey #20-21                                                             | ISBN 978-1-56389-940-9                                |
| Nightwing: Big Guns                  | Nightwing #47-50; Nightwing: Secret Files and Origins (уан-шот); Nightwing 80-Page Giant (уан-шот) | ISBN 978-1-4012-0186-9                                |
| Nightwing: On the Razor’s Edge       | Nightwing #52, #54-60                                                                              | ISBN 978-1-4012-0437-2                                |
| Nightwing: Year One                  | Nightwing #101-106                                                                                 | ISBN 978-1-4012-0435-8                                |
| Nightwing: Mobbed Up                 | Nightwing #107-111                                                                                 | ISBN 978-1-4012-0907-0                                |
| Nightwing: Renegade                  | Nightwing #112-117                                                                                 | ISBN 978-1-4012-0908-7                                |
| Nightwing: Brothers in Blood         | Nightwing #118-124                                                                                 | ISBN 978-1-4012-1224-7                                |
| Nightwing: Love and War              | Nightwing #125-132                                                                                 | ISBN 978-1-4012-1463-0                                |
| Nightwing: The Lost Year             | Nightwing #133-137, Annual #2                                                                      | ISBN 978-1-4012-1671-9                                |
| Nightwing: Freefall                  | Nightwing #140-146                                                                                 | ISBN 978-1-4012-1965-9                                |
| Nightwing: The Great Leap            | Nightwing #147-153                                                                                 | ISBN 978-1-4012-2171-3                                |
| Дик Грейсон в качестве Бэтмена       | |                                                       |
| Batman: Battle for the Cowl          | Batman: Battle for the Cowl #1-3; Gotham Gazette: Batman Dead?; Gotham Gazette: Batman Alive?      | HC: ISBN 978-1-4012-2416-5 SC: ISBN 978-1-4012-2417-2 |
| Batman: Long Shadows                 | Batman #687-691                                                                                    | HC: ISBN 978-1-4012-2719-7 SC: ISBN 978-1-4012-2720-3 |
| Batman and Robin: Batman Reborn      | Batman and Robin #1-6                                                                              | HC: ISBN 978-1-4012-2566-7 SC: ISBN 978-1-4012-2987-0 |
| Batman and Robin: Batman vs. Robin   | Batman and Robin #7-12                                                                             | HC: ISBN 978-1-4012-2833-0                            |
| Batman: Life After Death             | Batman #692-699                                                                                    | HC: ISBN 978-1-4012-2834-7                            |
| Batman: Time and the Batman          | Batman #700-703                                                                                    | HC: ISBN 978-1-4012-2989-4                            |
| Batman and Robin: Batman Must Die!   | Batman and Robin #13-16                                                                            | HC: ISBN 978-1-4012-3091-3                            |
| Кроссоверы                           | |                                                       |
| Nightwing/Huntress                   | Nightwing/Huntress #1-4 (мини-серия)                                                               | ISBN 978-1-4012-0127-2                                |

## Критика и отзывы
В мае 2011 года, Дик Грейсон в качестве Найтвинга занял 11 место в списке «Сто лучших персонажей комиксов всех времён» по версии IGN.